# Montagné (Erdre)
Der Montagné ist ein Fluss in Frankreich, der im Département Loire-Atlantique in der Region Pays de la Loire verläuft. Er entspringt unter dem Namen Les Aniers an der Gemeindegrenze von Teillé und Trans-sur-Erdre und versickert im Oberlauf auf einer Länge von etwa einem Kilometer im Untergrund. Er ändert seinen Namen auf Les Brosses, erreicht den Ort Trans-sur-Erdre und wird ab hier nun Ruisseau de Montagné genannt. Er entwässert generell Richtung Südwest bis Süd und mündet schließlich nach insgesamt rund 20 Kilometern an der Gemeindegrenze von Nort-sur-Erdre und Petit-Mars als linker Nebenfluss in die Erdre. Im Mündungsabschnitt trägt er den Namen Verdier.

## Orte am Fluss
- La Culière, Gemeinde Trans-sur-Erdre
- Le Bois Huet, Gemeinde Trans-sur-Erdre
- Trans-sur-Erdre
- La Chère, Gemeinde Les Touches
- La Réauté, Gemeinde Les Touches
- Nort-sur-Erdre
- L’Île, Gemeinde Nort-sur-Erdre